# Keno (gioco)
Il Keno è un gioco simile al bingo o alla lotteria. Si gioca con una scheda su cui sono riportati i numeri da 1 a 80; il giocatore, dopo aver fatto la puntata, ne sceglie 20, quindi il banco estrae 20 numeri a caso; la vincita dipende da quanti numeri coincidono con quelli scelti dal giocatore (anche non indovinarne nessuno è difficile, e in genere comporta una discreta vincita).

## Svolgimento
Il gioco del Keno si svolge scegliendo una serie di numeri tra 1 e 80. Da lì, 20 numeri vengono estratti a caso. Se i numeri estratti corrispondono ai numeri che scelti dal giocatore, si otterrà una vincita. La quantità di numeri scelti e quanti ne sono stati indovinati, determinano l'ammontare della vincita.
Non è necessario indovinare tutti i 20 numeri per ottenere il jackpot. Infatti, questo è quasi impossibile (1 su 3.535.316.142.212.174.320). I jackpot sono di solito assegnati per un biglietto da 9 o 10 numeri in cui tutti i numeri sono stati colpiti. Una giocata media varia, di solito, tra i 3 e i 9 numeri.

## Storia
Il Keno è di origine cinese e di grande antichità, risalente ad almeno 2.000 anni fa. Il nome originale cinese del gioco è baige piao o pai-ko p'iao, che significa "biglietto del piccione bianco", un riferimento ai biglietti usati in un gioco di scommesse che coinvolge i piccioni viaggiatori. Dal III secolo a.C. circa, i giochi di baige piao esistevano nella maggior parte delle province della Cina, di solito organizzati da una o più case da gioco con il permesso del governatore della provincia, che a sua volta riceveva una parte dei profitti.
Il biglietto originale usato nel baige piao, ancora in uso nelle comunità cinesi dove il gioco continua ad essere popolare, presentava i primi 80 caratteri del Qianziwen ("Libro dei mille caratteri") invece dei numeri. Questo classico della letteratura cinese, di un autore sconosciuto, contiene esattamente 1.000 ideogrammi (o caratteri) cinesi, tutti diversi, ed è così noto tra i cinesi istruiti che questi caratteri sono talvolta usati al posto dei numeri corrispondenti da 1 a 1.000.